# Félix Arias Girón
Félix Arias Girón, (Madrid, 1563-1622) hijo de D. Juan Arias Portocarrero, conde de Puñonrostro , fue un poeta español del Siglo de Oro. Ampliamente conocido en su época por ser protector y juez poético de la Academia Poética de Madrid, en la que participó, entre otros, su gran amigo Lope de Vega . También ejerció como sargento mayor de la villa de Madrid, además de haber servido en Infantería como capitán en Flandes bajo Felipe II.

## Biografía

### Vida
Don Félix Arias Girón, hijo de Don Juan Arias Portocarrero, II conde de Puñonrostro y de Doña Juana de Castro y Rivadeneyra , fue un poeta español del Siglo de Oro de la literatura española que vivió entre 1563 y 1622, aproximadamente. Fue el segundo de sus
hermanos, y su bautizo se realizó el 1 de enero de 1564, siendo este el primero que se realizó en la iglesia de San Esteban Protomártir.
En época de Felipe II de Castilla, y bajo el mandato de Juan Fernández Velasco, sirvió en la Infantería Española en la Alta Borgoña, además de ejercer como capitán en Flandes (término que se utilizaba para designar todo el territorio) y como sargento mayor en la villa de Madrid. 
Más adelante, en 1615 fue el encargado de acompañar hasta Francia a la infanta Doña Ana de Austria y traer a España a Doña Isabel de Borbón, por motivos noespecificados.
Pero no solo destacó en el ámbito militar; Girón abordó también ámbitos más artísticos, como la música y la poesía. De él brotaron varias piezas poéticas que se
conocen gracias a los reconocimientos de Lope de Vega en sus composiciones y otros libros de aquella época en los que se menciona el autor. De hecho, gracias a los versos dedicados a Girón se pudieron rescatar varios datos importantes del poeta. Por ello, gracias a la silva tercera del Laurel de Apolo de Lope, por ejemplo, sabemos que Don Félix mantuvo una vida íntima activa y que tuvo una relación con Feliciana. La joven fue una estudiante de filosofía y astrología que durante los 3 años que estuvo en la Universidad de Salamanca no quiso mostrar su hábito de mujer, sino que usó el de hombre. Finalmente, fue descubierta por su affaire con Don Félix, que acabó dejándola por motivos de celos. 

### La Academia de Madrid
A comienzos del 1609, se inauguró la Academia de
Madrid, de la cual Girón fue el padre y quien se encargó de patrocinarla. Así pues, fue ampliamente conocido en su época por ser protector y juez poético de la Academia
Poética de Madrid, en la que participó, entre otros, su gran amigo Lope de Vega.
Simultánea a la
Academia de Madrid, también existía la de Don Pedro Manso,
presidente de Castilla. Fueron varios iconos
literarios que, debido a la estrecha
amistad que mantenían con el poeta, 
presenciaron sus clases en la Academia de Madrid.  Uno de ellos fue Lope, que incluso llegó a leer su
Nuevo arte de hacer comedias de este tiempo en una de sus sesiones. Tampoco
dudó en alardear a la Academia en una de sus composiciones, Laurel de Apolo (1630), donde dijo: “La
Academia de Madrid, y su protector Don Félix Arias Girón, laurearon con grande aplauso de Señores e ingenios a Vicente Espinel, único poeta latino y castellano de aquellos tiempos.”
Francisco de Quevedo, otra de las grandes figuras literarias del momento, destapó allí también varias de sus composiciones. Y Miguel de Cervantes no fue menos: también él se reunía con ellos y dedicó a su amigo Don Félix dos tercetos en su Viaje del Parnaso. En él alabó su discreta pero abundante y rica vena poética. 
Por otro lado, teniendo en cuenta la enemistad entre Lope de Vega y Cervantes, resulta curioso que fuese elogiado por estos dos artistas. De hecho, Pedro Liñán de Riaza, un compañero del grupo de Girón, se vio obligado a escoger entre Lope o Cervantes, con quienes mantenía una relación de amistad, hasta que se decantó por Lope. Esta sería la razón por la cual Cervantes no elogiase a Liñán en su Viaje del Parnaso.

### Muerte
De su muerte se sabe que falleció el 19 de junio de 1622, en la calle de Atocha. El ilustre investigador, Don Alejandro Martín, recopiló y documentó los hechos de su muerte. Don Félix fue asesinado a traición en el terreno del Palacio Real de Madrid en 1622 y su crimen quedó impune. Recibió el Santo Sacramento en mano del licenciado Corbalán. No testó. Don Juan Pizarro, le enterró en la Santísima Trinidad, tal y como pidió el difunto delante de testigos.

## Obra
Desafortunadamente, de su obra literaria nos ha llegado muy poco, pero habría que destacar los dos únicos poemas encontrados hasta el momento: un soneto dirigido al rey Felipe II y un homenaje a Lope de Vega. 
El objetivo de Girón en el soneto es el de alcanzar grandeza y notoriedad y que su obra le suponga un trampolín hacia la fama. Debido a que el autor tenía pocas posibilidades para triunfar, dedicarle el soneto al rey sería darse a conocer en el ámbito más influyente de su momento. 
En cuanto al poema dedicado a Lope de Vega, con quien mantenía una estrecha amistad, no tiene otro objeto más que el vínculo de confraternidad que les unía. A la vez, Girón quería aprovechar esta alabanza a Lope para darse a conocer, puesto que Lope ya gozaba de fama en su época. 

### Poemas
Si con la caridad el oro esmalta
Se trata de un poema cuyo título se desconoce, y por ello se utiliza el primer verso de la composición. En cualquier caso, estamos frente a un poema de claro elogio a la figura del monarca, el rey Felipe II, a quien el poeta se dirige como “Filipo”.  Lo glorifica basándose en la figura del buen cristiano: por sus actos religiosos, profesando la fe, realizando obras de alta caridad y dando abrigo y cobijo al pobre. 
Ensalza, por lo tanto, la figura del rey, subrayando su figura como representante de la Iglesia y la Fe, y su “tan grande empresa”, entregando su vida y sus bienes a los necesitados. 

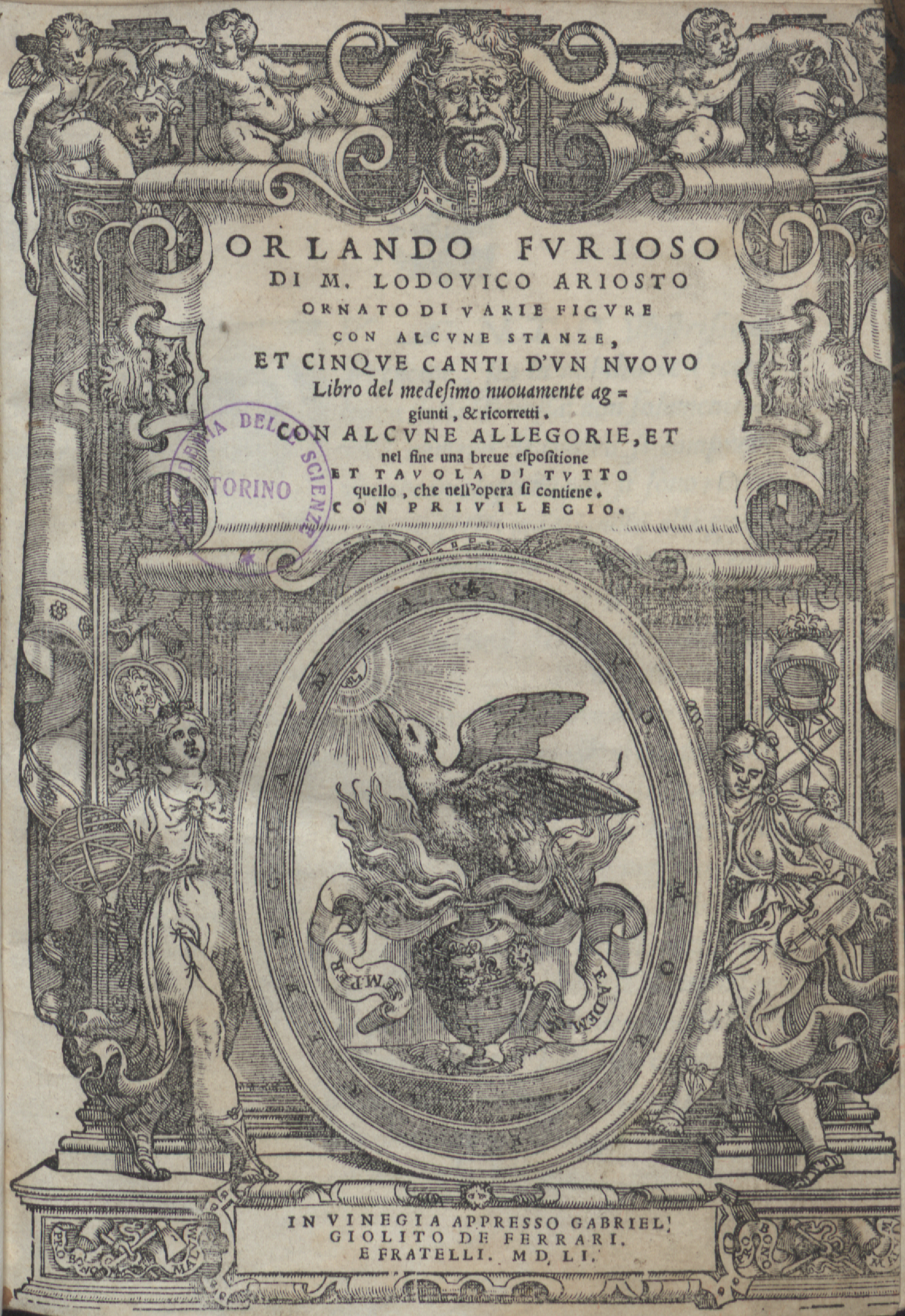
Portada de la edición de 1551 del Orlando furioso, de Ludovico Ariosto.

Por otro lado, el autor también cita una historia bíblica (1 Samuel, 20: 1-42), en la cual Jonatán protege a su amigo David de su padre, rey del Reino de Israel. De este modo, proyecta un símbolo del bien y de la ayuda a aquel que lo necesita, tal como la hace el rey Felipe II.
Lope, Angelica recibe
Girón dedica este poema a su íntimo amigo Lope de Vega. En este hace referencia a una de las obras épicas de Lope, titulada La hermosura de Angélica, publicado en 1602 y dedicado a su amigo sevillano, el poeta Juan de Arguijo. 
Aun así, Girón compara la poesía de Lope con Ludovico Ariosto, un gran poeta italiano que destacaba por sus sútiles descripciones de gran belleza sobre el amor y la felicidad, entre otros temas. En este sentido, Girón considera a Lope como un creador y un artista y lo equipara a “pintor famoso” por su capacidad de expresar la belleza de los rostros. Por ejemplo, capaz de “hacer de un rostro muy feo / otro de un Angel hermoso”, lo cual
corrobora su calidad como artista.
Por otro lado, la figura literaria de Angélica la Bella fue muy recurrente durante el Siglo de Oro. Se trata de una princesa del poema épica Orlando enamorado (1486), de Matteo Maria Boiardo, que más tarde también apareció en el Orlando furioso (1532) de Ludovico Ariosto, con quien Girón compara a Lope en su obra.
Este poema se encuentra dentro de la obra Colección de las obras sueltas, asi en prosa, como en verso, de D. Frey Lope Felix de Vega Carpio, del hábito de San Juan. Esto justifica, por lo tanto, la amistad de los dos escritores.

## Anécdotas
Si bien es cierto que Don Félix Arias Girón destacó por su faceta más caballeresca y artística, también puede adjudicársele una de carácter social. El poeta destacaba por su gran cantidad de amigos y conocidos dentro de los círculos literarios y por sus historias anecdóticas con varios de ellos. Muchos de sus colegas dedicaron espacios, en sus composiciones poéticas, a Félix para reflejar sus peculiaridades y sus aspectos más íntimos. 

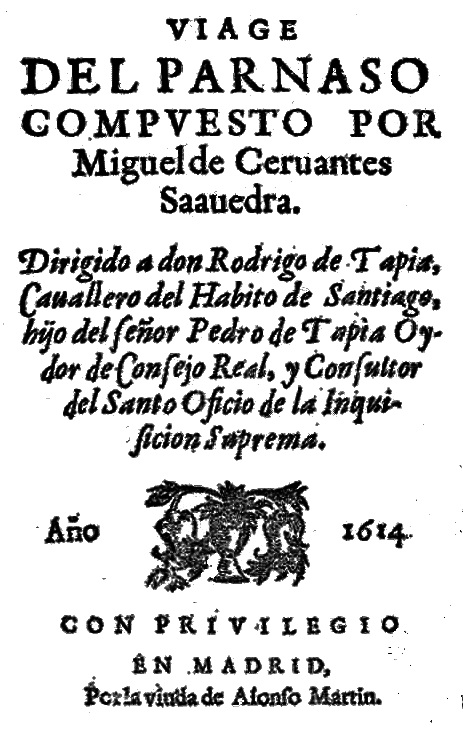
Portada del Viaje del Parnaso de Miguel de Cervantes, donde este alaba la rica poesía de Don Félix.

Por ejemplo, Lope de Vega en su El Laurel de Apolo de 1630 nos dice de La Academia de Madrid y su protector: “La Academia de Madrid, y su protector Don Félix Arias Girón, laurearon con grande aplauso de Señores e ingenios a Vicente Espinel, único poeta latino y castellano de aquellos tiempos”. Es en el mismo Laurel de Apolo donde se desvela también el lado más romántico e íntimo
del poeta. Se trata de un amor clandestino de Don Félix con Feliciana. 
Por otro lado, Cervantes en su Viaje del Parnaso, alabó la rica poesía de Don Félix debido a su estrecha relación de amistad con el poeta, mencionada ya anteriormente:
Y tú, por quien
las Musas aseguran
su partido, don
Félix Arias, siente
que por su
gentileza te conjuran
y ruegan que
defiendas desta gente
non sancta su
hermosura, y de Aganipe
y de Hipocrene
la inmortal corriente.
¿Consentirás
tú, a dicha, participe
del licor
suavísimo un poeta
que al hacer de
sus versos sude y hipe?
```
(Viaje del Parnaso, cap. II, vs. 82-90.)
```

Algo que caracterizaba a los autores de la época era la capacidad de expresar en sus
composiciones la amistad y enemistad que tenían entre ellos. De este modo, utilizaban la literatura para alabar o retar a sus contemporáneos. En el
caso de Girón, fueron varios autores conocidos los que no dudaron en citarlo y
hablar de él en sus versos y pasajes. Gracias a este recurso de expresión tan característico
de la época, se han podido extraer datos del autor que hasta ahora se habían
mantenido en la sombra.